# 克盧格湖
53°17′43″N 13°04′38″E / 53.29516°N 13.07727°E

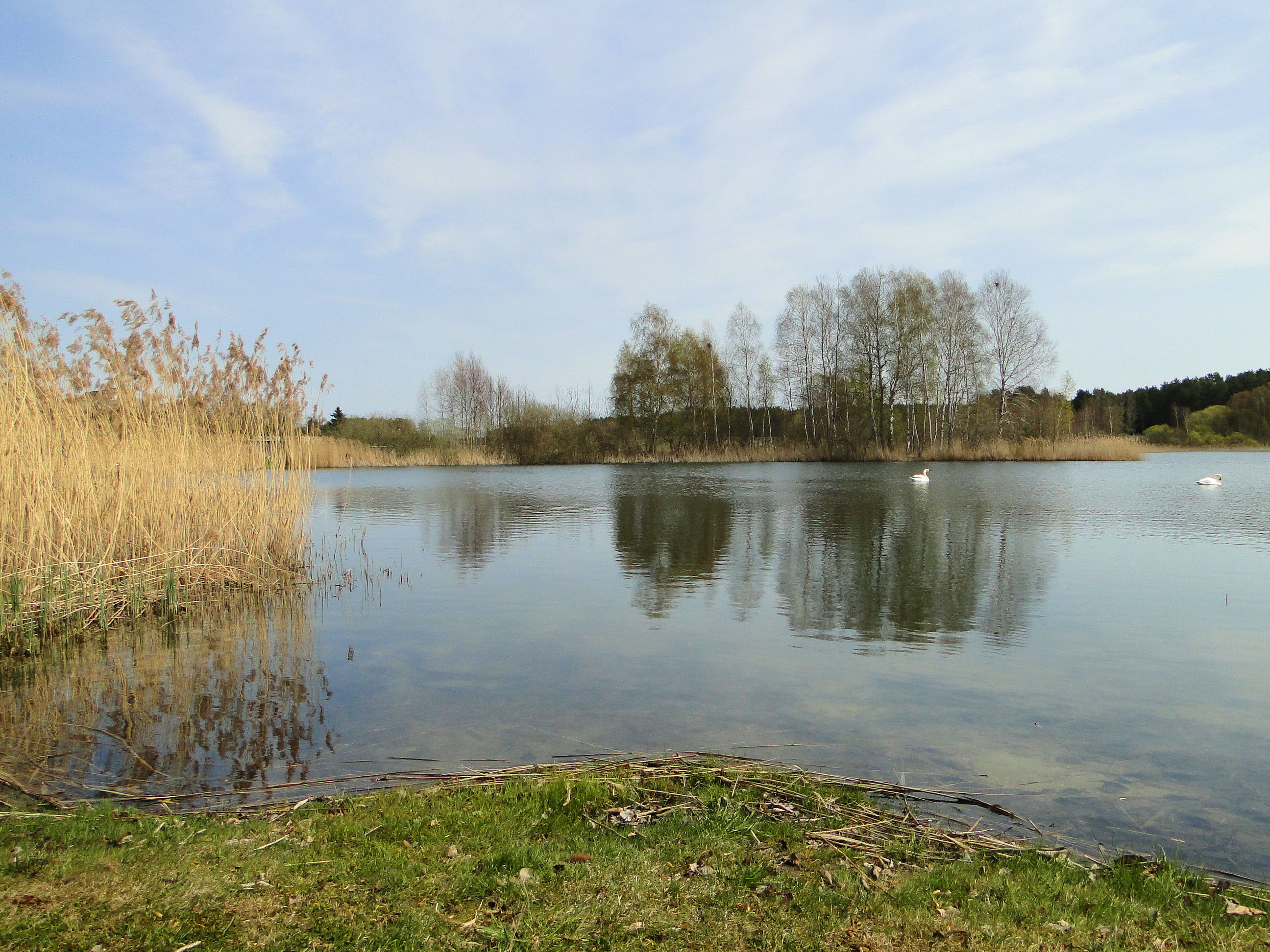

克盧格湖（德語：Kluger See），是德國的湖泊，位於該國東北部，由梅克倫堡-前波美拉尼亞州負責管轄，處於梅克倫堡湖區縣，長0.4公里、寬0.4公里，面積0.11平方公里，海拔高度58米。